# Laciniogonus coiffaiti
Laciniogonus coiffaiti är en mångfotingart som beskrevs av Jean-Paul Mauriès 1967. Laciniogonus coiffaiti ingår i släktet Laciniogonus och familjen Odontopygidae. Inga underarter finns listade i Catalogue of Life.